# Anneliese Uhlig
Anneliese Uhlig (Essen, 27 agosto 1918 – Santa Cruz, 17 giugno 2017) è stata un'attrice e giornalista tedesca naturalizzata statunitense dal dopoguerra, attiva in teatro, cinema e televisione.

## Biografia
Figlia dell'attore teatrale Kurt Uhlig e della cantante lirica Margarethe Maschmann, dopo la separazione dei genitori vive con la madre a Essen, Dortmund, Lipsia e Braunschweig. Nel 1937 si recò a Berlino, dove frequentò lezioni di recitazione presso la Peter-Reimann-Akademie e nel frattempo iniziò a lavorare come disegnatrice di moda. Nello stesso anno fece il suo debutto come attrice teatrale nello Schillertheater di Berlino nel lavoro di Pedro Calderón de la Barca El alcalde de Zalamea nella traduzione tedesca, Der Richter von Zalamea. In quell'occasione conobbe Carmine Gallone che la fece debuttare come attrice cinematografica per la Tobis Film in due pellicole. Dotata di una bellezza classica, dal 1939 iniziò a recitare ruoli da protagonista in quattro gialli in cui ritrae personaggi di donne affascinanti, ma enigmatiche e sospettose. Nel film Der Vorhang Fällt del 1939 impersona una donna elegante che commette un omicidio per gelosia, mentre nel film di propaganda prodotto dalla Terra Film Blutsbrüderschaft del 1941 interpreta un'infermiera corteggiata da due amici per la pelle che si accapiglieranno per le sue grazie.
Nei primi tempi della seconda guerra mondiale venne invitata a recitare per le truppe tedesche sui fronti olandese, francese, polacco e russo. Nel 1942 troncò ogni rapporto con il Ministro della Propaganda Joseph Goebbels, così come farà Lída Baarová l'anno seguente, e si recò in Italia dove tra il 1942 e il 1943 partecipò a cinque film: memorabile fu, in particolare, la sua interpretazione di Eleonora d'Este, donna gelosa dell'amore che Raffaello Sanzio prova per Margherita, la popolana detta "La Fornarina" e che lo fa rapire, in La fornarina diretto da Enrico Guazzoni e dove suscita discreto scandalo per una scena in cui si mostra il fondoschiena nudo, insieme alla Baarová che in un'altra scena si mostra a seno nudo. Dopo la caduta del regime fascista di Mussolini, il 25 luglio 1943, riesce a ricongiungersi alla madre e nel 1944 torna in Germania per continuare la sua carriera con film quali Der Majoratsherr, Um neun kommt Harald e Solistin Anna Alt. In quest'ultima pellicola in particolare, diretta da Werner Klinger, dimostrò una performance da attrice consumata mettendo in scena un dramma matrimoniale nel mondo della musica classica. Dopo la fine della seconda guerra mondiale, a partire dal 1945, le apparizioni cinematografiche dell'attrice si diraderanno; reciterà moltissimo in campo teatrale (dal 1950) e televisivo (dal 1970).
Nel dopoguerra iniziò anche una seconda carriera quando fu avviato a Salisburgo lo US Special Service, per conto del quale produsse e diresse diversi film. Dal 1946 iniziò anche l'attività giornalistica, lavorando come corrispondente estera in Italia, Austria e negli Stati Uniti d'America, scrivendo articoli per diversi giornali e reportage radiofonici. Nel 1948 si sposa per la seconda volta (la prima fu con l'attore tedesco Kurt Waitzmann nel 1939 e si concluse con un divorzio) con il tenente e storico dell'arte americano Douglas Tucker e andarono a vivere insieme negli Stati Uniti d'America (dove in seguito ottenne la cittadinanza) dal quale ebbe un figlio. Entrò nella redazione del quotidiano Alexandria Gazette di Alexandria, nello Stato della Virginia, e fu per un periodo corrispondente alla Casa Bianca di Washington. Dal 1960 al 1964 fu produttrice di spettacoli per il Teatro di Alexandria; dal 1963 al 1965 si trasferì in Thailandia all'Università Thammasat di Bangkok come docente del teatro tedesco; infine, nel 1967 concluse l'attività di giornalista e si ritirò a vita privata, eccettuate le apparizioni a teatro e in televisione. Nel 1981 scrisse il suo primo libro, Einladung nach Kalifornien (Invito alla California), pubblicato a Monaco di Baviera dalla casa editrice Langen-Müller, e nel 1984 pubblicò la sua autobiografia, intitolata Rosenkavaliers Kind. Eine Frau und drei Karrieren (tradotto letteralmente: La bambina del Cavaliere della Rosa. Una donna e tre carriere) pubblicato a Rastatt dalla casa editrice Pabel-Moevig; entrambi i titoli non hanno avuto una traduzione in italiano. Nel 1989 viene insignita di una delle più alte onorificenze tedesche, la Decorazione di prima classe dell'Ordine al merito di Germania. Nel 1995 e nel 1998 compare come "guest star" in due film televisivi tratti dalle opere della popolarissima scrittrice Rosamunde Pilcher, mentre la sua ultima apparizione sullo schermo, del 2013, fu per il documentario George diretto da Joachim Lang e dedicato alla figura dello sfortunato attore teatrale e cinematografico Heinrich George.

## Filmografia

### Cinema
- Un dramma al circo (Manege), regia di Carmine Gallone (1937)
- Stimme des Blutes, regia di Carmine Gallone (1938)
- Die Stimme aus dem Äther, regia di Harald Paulsen (1939)
- Dietro il sipario (Der Vorhang fällt), regia di Georg Jacoby (1939)
- Diritto all'amore (Das Recht auf Liebe), regia di Joe Stöckel (1939)
- Sotto la maschera (Verdacht auf Ursula), regia di Karlheinz Martin (1939)
- Die Sommerwiese, regia di Gero Priemel - cortometraggio (1940)
- Donna misteriosa (Kriminalkommissar Eyck), regia di Milo Harbich (1940)
- Golowin geht durch die Stadt, regia di Robert Adolf Stemmle (1940)
- Cuore senza casa (Herz ohne Heimat), regia di Otto Linnekogel (1940)
- Blutsbrüderschaft, regia di Philipp Lothar Mayring (1941)
- Don Cesare di Bazan, regia di Riccardo Freda (1942)
- Mater dolorosa, regia di Giacomo Gentilomo (1943)
- Tempesta sul golfo, regia di Gennaro Righelli (1943)
- Der Majoratsherr, regia di Hans Deppe (1943)
- La primadonna, regia di Ivo Perilli (1943)
- Um neun kommt Harald, regia di Carl Boese (1944)
- La fornarina, regia di Enrico Guazzoni (1944)
- Solistin Anna Alt, regia di Werner Klingler (1945)
- Das Mädchen Juanita, regia di Wolfgang Staudte (1945)
- Ruf an das Gewissen, regia di Karl Anton (1949)
- Quando mi sei vicino (Solange Du da bist), regia di Harald Braun (1953)
- Dany, bitte schreiben Sie, regia di Eduard von Borsody (1956)

### Televisione
- Bestseller, regia di Reinhard Elsner e Erik Ode – film TV (1956)
- Von zwölf bis zwölf, regia di Hans-Waldemar Bublitz – film TV (1956)
- Die Hochzeit des Figaro, regia di Kurt Wilhelm – film TV (1956)
- Das Klavier, regia di Fritz Umgelter – film TV (1972)
- Der Kommissar – serie TV, episodio 5x09 (1973)
- Okay S.I.R. – serie TV, 32 episodi (1973-1974)
- Im Vorhof der Wahrheit, regia di Fritz Umgelter – film TV (1974)
- Der Monddiamant – miniserie TV, episodi 1x01-1x02 (1974)
- Der Winter, der ein Sommer war – miniserie TV, episodi 1x01-1x02-1x03 (1976)
- Guten Abend, Mrs. Sunshine, regia di Alexander Kräft – film TV (1980)
- Es gibt noch Haselnuß-Sträucher, regia di Vojtěch Jasný – film TV (1983)
- Der Patenonkel – serie TV, 6 episodi (1992)
- Rosamunde Pilcher – serie TV, episodio 1x04 (1995)
- Immenhof – serie TV, 20 episodi (1994-1995)
- Ritorno a casa (Coming Home) – miniserie TV, episodio 1x01 (1998)

## Doppiaggi
Nei suoi film italiani l'attrice tedesca è stata doppiata:
- Giovanna Scotto in Mater dolorosa, La fornarina
- Tina Lattanzi in Don Cesare di Bazan
- Maria Caniglia in La primadonna (canto)

## Libri
- Einladung nach Kalifornien, München (Langen-Müller) 1981
- Rosenkavaliers Kind. Eine Frau und drei Karrieren, Rastatt (Pabel/Moevig) 1984 (Autobiografie)